# Aschen (Diepholz)
 (juillet 2024).
Aschen est un quartier de la commune de Diepholz, dans le Land de Basse-Saxe.

## Géographie
Aschen se situe à 4 km au nord du centre-ville de Diepholz, entre la Bundesstraße 69 et la Bundesstraße 51.

## Histoire
Le 1er mars 1974, Aschen fusionne avec la commune de Diepholz.

## Monuments
Partant d'un éperon surélevé près de Lindloge à l'ouest d'Aschen, une promenade de l'âge du fer pré-romain traversait le marais d'Aschen. Avec une longueur originale de 4,2 km, c'est l'une des plus longues promenades du nord-ouest de l'Allemagne.
Dans la Liste des monuments architecturaux de Diepholz, 17 monuments architecturaux sont répertoriés pour Aschen, dont :
- Seigneurerie de Falkenhardt (XVIIe siècle) sur la Bundesstraße 69 avec un manoir, une tour d'escalier de 1915, un portail, une grange et des dépendances
- L'ancienne école d'Aschen, qui accueille le musée local d'Aschen